# Segunda División de Chile 1979
Segunda División de Chile 1979 var 1979 års säsong av den näst högsta nationella divisionen för fotboll i Chile, som vanns av Deportes Iquique som således tillsammans med andraplacerade Magallanes gick upp i Primera División (den högsta divisionen), medan Deportes Arica och Independiente gick till uppflyttningskval. Segunda División 1979 bestod av 20 lag där alla mötte varandra två gånger, vilket gav totalt 38 matcher per lag. Efter dessa 38 matcher gick de två främsta lagen upp en division och lag 3 och 4 till uppflyttningskval. Likt förra säsongen flyttades inget lag ner denna säsong.

## Tabell
Lag 1–2: Uppflyttade till Primera División.
Lag 3–4: Till uppflyttningskval.
Deportes Arica, Deportes Ovalle och San Luis de Quillota fick en extrapoäng vardera för att ha kommit till semifinal i Copa Chile 1979 - Segunda División, medan Huachipato fick två extrapoäng för att ha vunnit densamma.
| Nr | Lag                  | S  | V  | O  | F  | GM | IM | MS  | P  |
| -- | -------------------- | -- | -- | -- | -- | -- | -- | --- | -- |
| 1  | Deportes Iquique     | 38 | 23 | 8  | 7  | 66 | 39 | +27 | 54 |
| 2  | Magallanes           | 38 | 21 | 9  | 8  | 63 | 38 | +25 | 51 |
| 3  | Deportes Arica       | 38 | 17 | 14 | 7  | 76 | 50 | +26 | 49 |
| 4  | Independiente        | 38 | 19 | 10 | 9  | 71 | 46 | +25 | 48 |
| 5  | San Luis de Quillota | 38 | 19 | 9  | 10 | 64 | 42 | +22 | 48 |
| 6  | San Antonio Unido    | 38 | 16 | 11 | 11 | 64 | 55 | +9  | 43 |
| 7  | Unión La Calera      | 38 | 15 | 12 | 11 | 48 | 45 | +3  | 42 |
| 8  | Huachipato           | 38 | 15 | 10 | 13 | 50 | 49 | +1  | 42 |
| 9  | Trasandino           | 38 | 13 | 14 | 11 | 47 | 44 | +3  | 40 |
| 10 | Deportes Ovalle      | 38 | 12 | 14 | 12 | 58 | 59 | −1  | 39 |
| 11 | Malleco Unido        | 38 | 13 | 10 | 15 | 55 | 70 | −15 | 36 |
| 12 | Colchagua            | 38 | 13 | 10 | 15 | 54 | 77 | −23 | 36 |
| 13 | Deportes La Serena   | 38 | 13 | 8  | 17 | 51 | 52 | −1  | 34 |
| 14 | Iberia               | 38 | 13 | 8  | 17 | 53 | 59 | −6  | 34 |
| 15 | Deportes Antofagasta | 38 | 12 | 9  | 17 | 64 | 73 | −9  | 33 |
| 16 | Rangers              | 38 | 11 | 10 | 17 | 52 | 57 | −5  | 32 |
| 17 | Ferroviarios         | 38 | 9  | 11 | 18 | 50 | 78 | −28 | 29 |
| 18 | Curicó Unido         | 38 | 8  | 10 | 20 | 42 | 67 | −25 | 26 |
| 19 | Unión San Felipe     | 38 | 7  | 11 | 20 | 46 | 71 | −25 | 25 |
| 20 | Deportes Linares     | 38 | 7  | 10 | 21 | 35 | 58 | −23 | 24 |

## Uppflyttningskval
Lag 1–2: Uppflyttade till Primera División.
| Nr | Lag                | S | V | O | F | GM | IM | MS | P |
| -- | ------------------ | - | - | - | - | -- | -- | -- | - |
| 1  | Santiago Wanderers | 3 | 1 | 2 | 0 | 4  | 3  | +1 | 4 |
| 2  | Audax Italiano     | 3 | 1 | 2 | 0 | 1  | 0  | +1 | 4 |
| 3  | Deportes Arica     | 3 | 1 | 1 | 1 | 3  | 2  | +1 | 3 |
| 4  | Independiente      | 3 | 0 | 1 | 2 | 4  | 7  | −3 | 1 |